# Seiichi Endō
Seiichi Endō (japanisch 遠藤誠一 Endō Seiichi; * 5. Juni 1960 in Sapporo; † 6. Juli 2018 in Katsushika) war ein Veterinär, Sektenmitglied und Terrorist, der für seine Beteiligung am Giftgasanschlag in der Tokioter U-Bahn 1995 zum Tode verurteilt wurde.
Nach seinem Beitritt zur Ōmu Shinrikyō Sekte 1987 übernahm er im Juni 1994 das Amt des Ministers für Gesundheit und Wohlfahrt in dieser Hierarchie und war in dieser Funktion an der Entwicklung von biologischen und chemischen Waffen beteiligt.

## Lebensgeschichte

### Kindheit
Endō wurde 1960 in Sapporo geboren, sein Vater war Angestellter einer Polstermöbelfirma, seine Mutter war Hausfrau und Anhängerin der Kirche des Weltmessianismus, weshalb Endō und seine Schwester einen christlichen Kindergarten besuchten, wo er schon früh mit Religion in Kontakt kam.
Er wurde in der Schule als geselliges und aktives Kind beschrieben, spielte gerne Sportarten und war ein herausragender Schüler, der sich besonders in Naturwissenschaften und Mathematik hervortat.
Als sein Hund während Endōs zweitem Jahr in der weiterführenden Schule erkrankte, war Endō von der Behandlung durch einen Tierarzt nachhaltig beeindruckt und beschloss daher, selbst Veterinärmedizin zu studieren.

### Universität
Endō schrieb sich an der Obihiro Universität für Landwirtschaft und Veterinärmedizin ein. Zu Beginn seines Studiums lebte er in einem Wohnheim, später mietete er mit einem engen Freund eine Wohnung und führte ein bescheidenes Leben als Selbstversorger in der Gemeinschaftsküche.
Im zweiten Studienjahr nahm er an einer Vorlesung über Molekularbiologie teil und kam zu dem Schluss, dass „dies die ultimative akademische Disziplin ist“. Bei dieser Gelegenheit begann er ein selbstständiges Studium der Genetik und wurde einem Gentechnik-Labor zugeteilt. Auch beeinträchtigt durch den Tod seines Vaters an Leberkrebs im März seines ersten Jahres an der Universität, beschloss Endō, statt Tierarzt Genetiker zu werden.
Im Jahr 1986 graduierte er an der Universität mit einer Masterarbeit über Adenovirus-DNS in englischer Sprache.
Im selben Jahr trat er in das Doktorandenprogramm an der Graduate School of Medicine der Universität Kyoto ein. Am Virus-Forschungsinstitut der Universität studierte er Gentechnik und Virologie und führte genetische Analysen des adulten T-Zell-Leukämievirus und des AIDS-Virus durch.
Im Dezember 1986 stieß er auf Shoko Asaharas Buch „Entwicklung von ESP Geheimnissen“.
Während der Winterferien hatte er daraufhin einen intensiven Klartraum, in dem er Asahara sah und meinte, infolgedessen von einer Erkältung geheilt worden zu sein. Daraufhin beschloss er, das Yogazirkel Asaharas zu besuchen, wo er eine außerkörperliche Erfahrung zu machen meinte.
Daraufhin verfasste er für das 1988 von Asahara veröffentlichte Buch „Supreme Initiation: An Empirical Spiritual Science for the Supreme Truth“ ein Zeugnis, in dem er als „Absolvent der Kyoto-Universität“ bezeichnet wurde.
Zu dieser Zeit war er neben seiner Forschung als Dozent an einer Krankenpflegeschule in Teilzeit tätig, unterbrach seine gesellschaftlichen Verpflichtungen aber immer wieder, um sich ganz der wachsenden Sekte zu widmen.
Endō wurde von Asahara beauftragt, ihm Blut abzunehmen und es in das Labor der Universität Kyoto zu bringen, um dort, ohne das Wissen seiner Vorgesetzten und Kollegen Asaharas Lymphozyten zu kultivieren.
Im weiteren Verlauf versprach Asahara Endō, dass er ihm in den Niederlassungen der Sekte ein eigenes, spezielles Labor zur Verfügung stellen werden würde, und drängte ihn seine Universität zu verlassen.
Endō wurde dann am 9. November 1988 in das Priesteramt der Aum-Sekte aufgenommen, woraufhin er seiner Familie einen Brief schickte, in dem er schrieb, er werde nun in Indien praktizieren. Daraufhin brach er den Kontakt zu seiner Familie und der Universität ab.

### Nach dem Eintritt in die Sekte
Umgehend wurde er mit der angewandten Forschung zur Biotechnologie in der Sekte betraut. Seine Haupttätigkeit war in der Anfangszeit die Entwicklung von Ritualen und speziellen Nahrungsmitteln nach den Vorgaben seines Gurus. Wie versprochen erhielt er sein eigenes Labor in einem Abschnitt des Satyan-Gebäudes der Sekte. Dort wurde unter anderem DNA aus Asaharas Lymphozyten entnommen und vermehrt, indem sie in Escherichia coli geschleust wurde.
Durch die Übernahme verschiedener weiterer Aufgaben stieg Endō zunehmend in Asaharas Gunst. Als Symbol dafür wurde Endō mit der vierten Tochter von Asahara, Satoka Matsumoto, verheiratet.
1989 begleitete Endō die Geburt von Asaharas Frau Tomoko Matsumoto und holte vier Mädchen zur Welt.
Daraufhin erhielt er den Titel „Daishi“ und den heiligen Namen „Jivaka“, benannt nach dem Arzt von Shakyamuni Buddha, der im alten Indien als berühmter Heiler geehrt wurde.
1990 gründete die Sekte, die in die Politik vordringen wollte, die Shinrito-Partei und kandidierte für die Shūgiin-Wahl 1990. Endō kandidierte im Chiba-Bezirk, erlitt jedoch – wie die anderen 24 Kandidaten der Sekte – eine Wahlniederlage, was er als persönliches Versagen empfand.

### Radikalisierung
Nach der als erniedrigende Schmach empfundenen Wahlniederlage verkündete Asahara die Vajirayana-Doktrin und erklärte damit praktisch der Gesellschaft Japans den Krieg.
Bis jetzt war Endō hauptsächlich für die Initiierung und Nahrungsmittelentwicklung verantwortlich, aber aufgrund dieser Kursänderung wurde er für die Entwicklung von biologischen Waffen für einen Massenmord beauftragt. Asahara verlangte von ihm unter anderem die Kultivierung von Clostridium botulinum, Milzbrand und Yersinia pestis.

### Kultur biologischer Waffen

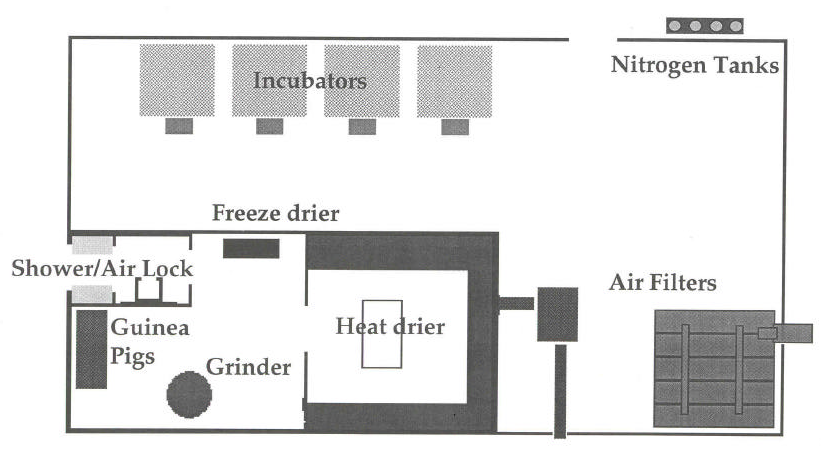
Schematische Darstellung der Anlage für die Herstellung biologischer Waffen, in der Endo arbeitete.

Asaharas Anhänger verbreiteten 1994 die von Endō kultivierten Milzbrand-Erreger im gesamten Stadtgebiet von Tokio; sie hatten aber keine Wirkung, da Endō von einem anderen Sektenmitglied versehentlich ein ungefährlicher Impfstamm des Erregers zur Verfügung gestellt worden war, der aus den Beständen einer Universität entwendet worden war.
Endō reiste daraufhin mit Kiyohide Hayakawa und Tomomitsu Niimi zur Insel Okushiri in Hokkaido und zum Becken des Ishikari-Flusses und sammelte Erde mit Clostridium botulinum. Es gelang jedoch nicht, das gewünschte Gift aus den angelegten Kulturen zu gewinnen.
Die Sekte hatte viel Personal und Geld in die Entwicklung von Endos biologischen Waffen investiert, und Asahara verlor das Vertrauen in Endōs Fähigkeiten aufgrund der wiederholten Misserfolge.
Endō verlor jedoch dennoch nicht das Wohlwollen des Sektenführers, der daraufhin aber 1993 Hideo Murai und Masami Tsuchiya mit der Produktion des giftigen Gases Sarin beauftragte und Endō anwies, seine Bemühungen einzustellen.
Als im Juni 1994 Asahara damit begann, sein Schattenkabinett aufzustellen, das nach der Zerschlagung der tatsächlichen japanischen Regierung die Kontrolle übernehmen sollte, wurde Endō zum Minister für Gesundheit und Soziales ernannt.
Am 6. Dezember 1994 wurde beschlossen, das Ministerium für Gesundheit und Soziales aufgrund der Meinungsverschiedenheiten zwischen Endō und Tsuchiya zu teilen.
Endō war auch zusammen mit Tsuchiya und Tomomasa Nakagawa eine zentrale Figur bei der Herstellung illegaler Drogen wie LSD, Stimulanzien, Meskalin und Natriumthiopental, die durch die Sekte für Initiationsriten und zum Verkauf verwendet wurden. Außerdem produzierte er Sarin mit Nakagawa.
Tsuchiya übernahm die Führung bei der Herstellung von Sarin und VX, und Endō spielte eine Hilfsrolle, während das von der Sekte benötigte Thiopental-Natrium hauptsächlich von Endō hergestellt wurde.

### Beteiligung an dem Sarin-Angriff in der U-Bahn
Die Aum-Sekte plante, zum Beginn des Jahres 1995 Sarin in diversen U-Bahn-Zügen auszubringen, um drohende Durchsuchungen ihrer Liegenschaften durch die japanische Polizei abzuwenden.
Am 17. März 1995 fragte daher Asahara Endō, ob er Sarin herstellen könne, woraufhin Nakagawa Endō den Grundstoff Methylphosphonsäurediflorid übergab.
Daraufhin produzierten sie gemeinsam unter der Leitung von Tsuchiya am 19. März 5,6 Liter Sarin. Endō ließ das fertige Sarin von der automatischen Fertigungsstraße in Nylonbeutel schweißen, kombinierte diese mit einem Beutel Lösungsmittel und übergab sie Murai.
Am Morgen des 20. März injizierte er den anderen Beteiligten des U-Bahn-Anschlages zuvor Pralidoxim und weitere Medikamente.

### Flucht/Verhaftung
Nachdem er noch während des Anschlags Beweise in den Niederlassungen der Sekte zerstörte, floh er mit neun weiteren Sektenmitgliedern nach Kyushu, wobei sie 30 Millionen Yen mitführten.
Am  26. April um 16:27 Uhr wurde er dann mit Tsuchiya beim Meditieren in einem geheimen Keller des Gebäudes Satyan 2 festgenommen.
In der Anfangsphase des Verhörs und des Prozesses schien er sehr reumütig zu sein, bekannte sich schuldig und bedauerte seine Mitarbeit in der Sekte. Endō war der einzige Angeklagte, der aussagte, dass er direkte Anweisungen von Asahara erhalten habe.
Beim ersten Prozess im November 1995 drückte er seine Absicht aus, „die ganze Geschichte zu erzählen, ohne die Wahrheit zu verdrehen“, und zeigte eine unterstützende Haltung bei der Aufklärung der wahren Umstände.

### Todesstrafe
Am 12. Februar 2002 forderte die Staatsanwaltschaft in einem Plädoyer für Endō die Todesstrafe, woraufhin er am 11. Oktober 2002 in der ersten Instanz zum Tode verurteilt wurde, da er „sich der katastrophalen Folgen des Sarin-Angriffs von Matsumoto bewusst war, aber dennoch das Sarin herstellte, das bei dem Sarin-Angriff in der U-Bahn verwendet wurde“.
Auch im Berufungsverfahren wurde die Todesstrafe am 31. Mai 2007 bestätigt. In seinem Schlussplädoyer ließ er verlautbaren: „Der Guru [Asahara] ist ein zukünftiger Buddha, also exekutiere ihn bitte nicht.“
Am 21. November 2011 wurde eine letzte Berufung Endōs endgültig vom Obersten Gericht abgewiesen und seine Todesstrafe bestätigt.

### Spätere Jahre
Nachdem die Todesstrafe bestätigt worden war, weigerte Endō sich, über den Vorfall zu sprechen, anders als Tsuchiya und Nakagawa, die mit Wissenschaftlern zusammenarbeiteten. Daher bleiben viele akademische Fragen über Aums Biowaffen-Programm, für das Endō verantwortlich war, ungeklärt.